# Zapotes
Zapotes är en ort i Mexiko.   Den ligger i kommunen Otáez och delstaten Durango, i den centrala delen av landet, 900 km nordväst om huvudstaden Mexico City. Zapotes ligger 1 588 meter över havet och antalet invånare är 157.
Terrängen runt Zapotes är bergig söderut, men norrut är den kuperad. Runt Zapotes är det mycket glesbefolkat, med 5 invånare per kvadratkilometer. Närmaste större samhälle är San Pedro de Azafranes, 6,2 km nordost om Zapotes. I omgivningarna runt Zapotes växer huvudsakligen savannskog.